# 瓦娜·潘泰利蒙
瓦娜·潘泰利蒙（羅馬尼亞語：Oana Pantelimon，1972年9月27日—），旧姓穆舒诺伊（Muşunoi），罗马尼亚女子田径运动员。她曾代表罗马尼亚参加1992年、2000年和2004年夏季奥林匹克运动会田径比赛，其中2000年奥运会获得一枚铜牌。